# Culicoides univittatus
Culicoides univittatus är en tvåvingeart som beskrevs av Vimmer 1932. Culicoides univittatus ingår i släktet Culicoides och familjen svidknott. Inga underarter finns listade i Catalogue of Life.